# Vitvattnet, Norrbotten
Vitvattnet är en sjö i Kalix kommun i Norrbotten och ingår i Sangisälvens huvudavrinningsområde. Sjön har en area på 0,489 kvadratkilometer och ligger 100,2 meter över havet.

## Delavrinningsområde
Vitvattnet ingår i det delavrinningsområde (735275-183287) som SMHI kallar för Inloppet i Storträsket. Medelhöjden är 93 meter över havet och ytan är 16,86 kvadratkilometer. Räknas de 4 avrinningsområdena uppströms in blir den ackumulerade arean 63,1 kvadratkilometer. Moån (Åtbäcken) som avvattnar avrinningsområdet har biflödesordning 3, vilket innebär att vattnet flödar genom totalt 3 vattendrag innan det når havet efter 40 kilometer. Avrinningsområdet består mestadels av skog (78 procent). Avrinningsområdet har 1,54 kvadratkilometer vattenytor vilket ger det en sjöprocent på 4,7 procent.